# Ochraethes octomaculata
Ochraethes octomaculata är en skalbaggsart som beskrevs av Chemsak och Noguera 2001. Ochraethes octomaculata ingår i släktet Ochraethes och familjen långhorningar. Inga underarter finns listade i Catalogue of Life.